# Jaroslav Řídký
Jaroslav Řídký (25. srpna 1897 Liberec – 14. srpna 1956 Poděbrady) byl český hudební skladatel, dirigent a pedagog.

## Životopis
Narodil se ve Františkově v rodině tesařského pomocníka Jana a posluhovačky Marie Řídkých. Hudebním základům se naučil víceméně jako samouk, hodiny hry na flétnu a housle dostával od kapelníka Aloise Hokeše. Po české obecné škole nastoupil na německou měšťanku, kde dozrálo jeho rozhodnutí stát se profesionálním hudebníkem. Protože neměl peníze na studium konzervatoře, získal první formální hudební vzdělání v kapele pěšího pluku v Josefově (1911). Z pluku zběhl, dva roky se toulal s divadelní společností, a pak byl na návštěvě své matky chycen a vojenským soudem poslán na několik měsíců do vězení. Studium skladby na Pražské konzervatoři zahájil v roce 1919 a od roku 1923 pokračoval na Mistrovské škole Pražské konzervatoře, kterou absolvoval v roce 1926. Mezi jeho učitele na střední škole konzervatoře patřili Jaroslav Křička, Josef Bohuslav Foerster a Karel Boleslav Jirák, na Mistrovské škole byl ve třídě Josefa Bohuslava Foerstra. Již během studia měl úspěchy s několika kompozicemi (např. Symfoniettou c moll z roku 1923, se kterou absolvoval střední školu konzervatoře), v roce 1923 se stal sbormistrem dejvického pěveckého spolku Boleslav a následujícího roku jej přijal Václav Talich jako druhého harfenistu do České filharmonie. Profesorem konzervatoře se stal v roce 1929 a dva roky poté již byl členem České akademie věd a umění. Po válce nastoupil na nově zřízenou pražskou Akademii múzických umění a roku 1955 byl jmenován jejím řádným profesorem. Řídkého tvorba vrcholí v padesátých létech, a to zejména Koncertem pro klavír a orchestr op. 46, oceněným státní cenou II. stupně (1954), a VII. symfonií op. 47, která byla s velkým úspěchem uvedena na Pražském jaru 1956 za přítomnosti tehdy již těžce nemocného autora. Zemřel krátce poté, 14. srpna v lázních Poděbradech.
Na hlavní schodiště liberecké radnice byla umístěna jeho busta pocházející od sochaře Stanislava Hanzlíka.

## Charakter tvorby
Řídký komponoval převážně instrumentální hudbu (symfonickou a komorní). Vokální tvorba je v jeho díle zastoupena především kantátou Rodnému kraji na slova Františka Branislava. A naprostá většina jeho díla je z oblasti absolutní hudby.
Řídkého kompoziční styl vychází z tradičních základů hudební tvorby, reprezentovaných např. B. Smetanou a A. Dvořákem – zejména tíhne k tradičním hudebním formám (sonátové aj.) a tradiční tematické práci. Rovněž harmonická stránka jeho tvorby je tradiční – jeho hudba je vždy tonální.
Pro Řídkého velmi typické (podobně jako dříve pro Smetanu, Dvořáka, Fibicha aj.) je užívání idiomů české taneční hudby, zvláště polky a furiantu.

## Dílo

### orchestrální tvorba
- Symfonieta c, op. 1 (1923), premiéra 26.6.1923, Orchestr Státní konzervatoře, dirigent autor
- Symfonie č. 1 cis moll, op. 3 (1923-24) premiéra 11.1.1925 Česká filharmonie, dirigent autor

- Symfonie č. 2 d moll, op. 4 (1924-25 se sólovým violoncellem), premiéra 21.3.1926, Česká filharmonie, dirigent Václav Talich, sólo V. Černý
- Symfonie č. 3 As dur, op. 8 (1926-27), premiéra 4.3.1938 Česká filharmonie, dirigent autor
- Symfonie č. 4 A dur, op. 10 (1928, se závěrečným sborem Buď zdrávo, slunce k slovům Františka Vrby), premiéra 27.4.1929 Česká filharmonie, dirigent autor (
- Předehra A dur, op. 11 (1928-29), premiéra 27.4.1929 Česká filharmonie, dirigent autor
- Symfonie č. 5 c moll, op. 17 (1930-31), premiéra 12.10.1932 Česká filharmonie, dirigent Karel Boleslav Jirák
- Symfonie č. 6, op. 35 (1938)
- Serenáda pro smyčce E dur, op. 37 (1943), premiéra 11.11.1944 Česká filharmonie, dirigent Rafael Kubelík
- Komorní symfonietta, op. 40 (1944-45)
- Symfonie č. 7 op. 47 (1955-56), premiéra 19.5.1956 Česká filharmonie, dirigent Karel Šejna, LP Panton 1960

### koncertantní tvorba
- Koncert pro housle a orchestr E dur, op. 7 (1926), premiéra 27.2.1927 František Daniel, Česká filharmonie, dirigent Alexander Zemlinsky.
- Koncert pro violoncello a orchestr č. 1 A dur, op. 14 (19239-30), premiéra 8.2.1931, B. Jaroš, Česká filharmonie, dirigent autor
- Koncert pro violoncello a orchestr č. 2, op. 36 (1939-40), premiéra 23.4.1941, Miloš Sádlo, Orchestr Státní konzervatoře, dirigent Pavel Dědeček

- Koncert pro klavír a orchestr Cis dur, op. 46 (1951-52), premiéra 12.12.1953 Jaroslava Řídká, Česká filharmonie, dirigent autor

### kantáty
- Zimní pohádka, op. 33 (1951-52). Kantáta pro soprán, smíšený sbor a orchestr
- Rodnému kraji, op. 38 (1941). Kantáta na text Františka Branislava

### komorní tvorba
- Sonáta pro violoncello a klavír, op. 2 (1923)
- Pohádka máje pro klavír (1925)
- Kvintet pro klarinet a smyčcové kvarteto A dur, op. 5 (1926)
- Smyčcový kvartet č. 1 gis moll, op. 6 (1926)
- Smyčcový kvartet č. 2 E dur, op. 9 (1926-27)
- Serenata appassionata, op. 12 pro housle a klavír (1929)
- Furiant pro housle a klavír, op. 15 (1929)
- Smyčcový kvartet č. 3 A dur, op. 16 (1931)
- Smyčcový kvartet č. 4 G dur, op. 20 (1932-33)
- Cappricio pr;o violoncello a klavír, op. 21 (1932)
- Rytmus a melodie, op. 23 pro klavír (1932)
- Polka fantasie pro housle a klavír, op. 24 (1932)
- Šest skladeb pro violoncello a klavír, op. 27 (1933-34)
- Čtyři skladby pro housle a klavír, op. 28 (1933-34)
- Nonet č. 1, op. 32 (1933-34)
- Smyčcový kvartet č. 5 a moll, op. 34 (1937)
- Nonet č. 2, op. 39 (1939)
- Dechový kvintet, op. 41 (1945)
- Sonatina pro housle a klavír, op. 42 (1947)
- Sonáta pro violoncello a klavír č. 2, op. 43 (1947-47)
- Klavírní trio , op. 44 (1949)
- Tři skladby pro klavír, op. 45 (1948-49)

## Žáci Jaroslava Řídkého
Během svého dlouhého pedagogického působení vychoval řadu předních českých a slovenských skladatelů. Mezi jeho žáky patřili mj. Lubor Bárta, Miroslav Barvík, Jindřich Feld, Jan F. Fischer, Ján Hruška, Karel Husa, Jiří Jaroch, Zdeněk Jonák,. Viktor Kalabis, Jan Kapr, František Kovaříček, Otmar Mácha, Josef Matěj, Jan Rychlík, Luboš Sluka, Jiří Válek a Sláva Vorlová.